# Der glorreiche Augenblick
Der glorreiche Augenblick, ovvero Il momento glorioso, è una composizione di Ludwig van Beethoven.

## La storia
Vale come opera minore di Beethoven. Gli fu commissionata in occasione del Congresso di Vienna nell'anno 1814. È una cantata per soli, coro e orchestra composta nel 1814, su libretto di un suo amico poeta, il dottore Aloys Weissenbach. Venne composta quasi contemporaneamente a La vittoria di Wellington (op. 91).

## Composizione
Si tratta di una cantata in cui vengono rappresentati in veste allegorica alcuni personaggi cari all'autore: Vienna (soprano), il Genio (tenore), il Condottiero del popolo (basso). Tenendo presente le moltissime opere di Beethoven (più o meno importanti, e più o meno rilevanti) avvenne all'epoca dell'esecuzione un fatto abbastanza curioso, per non dire anomalo. Con quest'opera e con l'altra, La vittoria di Wellington, egli ottenne un successo mai fino ad allora tributatogli. Il plauso veniva da sovrani, prìncipi ed ambasciatori convenuti al Congresso di Vienna, indetto in seguito alla disfatta e resa di Napoleone Bonaparte ad opera degli eserciti della coalizione, ed in particolare del generale britannico Arthur Wellesley, I duca di Wellington (infatti La vittoria di Wellington era dedicata a lui).
Fu eseguita a Vienna il 29 novembre 1814 al Redoutensaal del palazzo imperiale.